# Хима, Дервиш
Дервиш Хима (алб. Dervish Hima; 1872, Охрид — 13 апреля 1928, Тирана) — албанский журналист и активист за независимость.
Он происходил из семьи албанских землевладельцев. Он учился в школах Монастира и Салоник. В течение двух лет он изучал медицину в Стамбуле, но не закончил обучение. Во время учебы он был сторонником младотурков и присоединился к деятельности албанского национального движения.
Будучи противником господства Османской империи на территориях Албании, поддерживал радикальные манифесты, призывающие к национальному восстанию против османов. Когда он вернулся из поездки в Западную Европу в Шкодер, он был арестован османской властью и отправился в тюрьму. Выйдя из тюрьмы, он отправился в Бухарест, где принимал активное участие в албанской диаспоре. Хима редактировал журнал Pavarësia e Shqipërisë (Независимость Албании), который печатался на албанском, французском и румынском языках. В 1899 году он был вынужден покинуть Румынию. Он отправился в Рим, где вместе с Мехди-бей Фрашери издавал журнал Zën’i Shqipënisë (Голос Албании). В 1903 году он переехал в Женеву, где был издателем франкоязычного журнала L’Albanie.
В 1909 году Хима был в Стамбуле, где вместе с Хилла Моси издавал двуязычный еженедельник Shqipëtari-Arnavud, который год спустя был запрещен османской властью.
В 1912 году он стал одним из подписантов Декларации независимости Албании. В 1913 году он принял участие в охридско-дебарском восстании, разразившемся в западной Македонии (Kryengritje së Ohrit dhe Dibrës). В 1917 году австро-венгерская власть назначила его школьным инспектором в районе Тираны. В 1920 году он возглавил албанское агентство новостей.
Его имя носит одна из улиц Скопье.